# Superacide

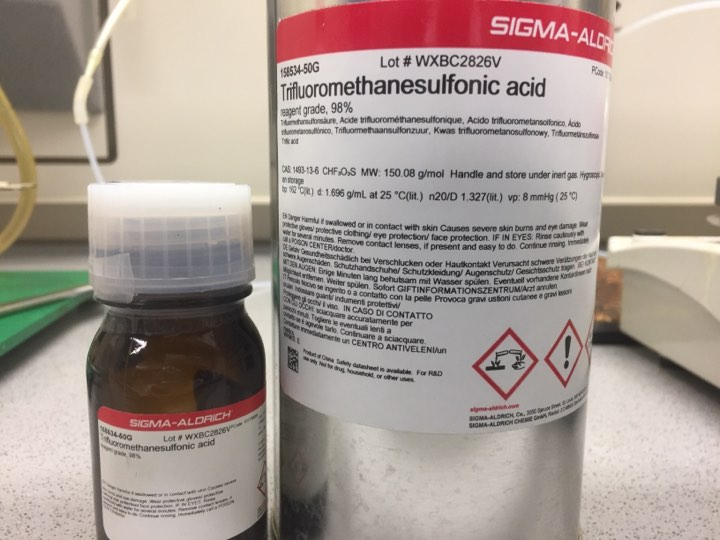
Acide trifluorométhanesulfonique.

Un superacide est un composé chimique plus acide que l’acide sulfurique pur à 100 %, selon une définition de R. J. Gillespie publiée dans les années 1960. Le terme superacide a été utilisé pour la première fois par N. F. Hall et J. B. Conant en 1927. Les superacides les plus forts sont obtenus en mélangeant un acide de Lewis fort avec un acide de Brønsted fort. Ils sont généralement constitués de fluor et d'autres éléments très électronégatifs. Ces éléments appliquent à la liaison hydrogène un effet inductif suffisamment fort pour que le noyau de l'atome d'hydrogène — un hydron — ne soit quasiment plus lié à la molécule et devienne « libre ».

## Histoire
Le chimiste américain James Bryant Conant a introduit le terme superacide en 1927 pour désigner les acides plus forts que les acides minéraux usuels, notamment l'acide sulfurique. George A. Olah a obtenu le prix Nobel de chimie en 1994 pour ses recherches sur les superacides et leur utilisation en chimie des carbocations. C'est dans son laboratoire qu'a été élaboré l'acide magique en mélangeant du pentafluorure d'antimoine SbF5 avec de l'acide fluorosulfurique HFSO3 : on l'a appelé « acide magique » à la suite d'une expérience spectaculaire au cours de laquelle une bougie avait pu être dissoute dans ce mélange, ce qui était une première puisque les hydrocarbures ne peuvent pas être protonés par les acides conventionnels.

## Liste
| Nom(s)                                                                             | Formule      | pKa                         |
| ---------------------------------------------------------------------------------- | ------------ | --------------------------- |
| Acide fluoroantimonique (pentafluorure d'antimoine SbF5 + fluorure d'hydrogène HF) | HSbF6        | −25 à −30 selon les auteurs |
| Acide magique (pentafluorure d'antimoine SbF5 + acide fluorosulfurique HFSO3)      | HFSO3·SbF5   | −20                         |
| Acide carborane                                                                    | H(CHB11Cl11) | n. d.                       |
| Acide trifluorométhanesulfonique ou acide triflique                                | HSO3CF3      | −14,9                       |
| Acide fluorosulfurique ou acide fluorosulfonique                                   | HFSO3        | −10                         |
| Acide perchlorique                                                                 | HClO4        | −10 à −8 selon les auteurs  |
| Acide disulfurique (cf. oléum)                                                     | H2S2O7       | −3,1                        |

Bien qu'il ne soit pas classé parmi les superacides, l'ion hydrure d'hélium est l'acide le plus fort connu, avec une affinité protonique de 177,8 kJ/mol, et donc un pKa estimé de −63.